# Horus Djedkheperou
Horus Djedkhépérou est un roi de la XIIIe dynastie. Selon Ryholt, il serait précédé d'un autre roi Sekhemrê-Khoutaouy Khâbaou, son frère supposé.

## Attestations
L'Horus Djedkhépérou est attesté par plusieurs objets :
- onze impressions de sceaux provenant des forteresses égyptiennes près de la deuxième cataracte en Nubie dont dix à Ouronarti et une à Mirgissa[1] : ces sceaux ont été découverts avec ceux mentionnant les noms d'Horus Khâbaou et Mérytaouy, que Julien Siesse associe respectivement à Sékhemrê et à un roi du début de la XIIIe dynastie [2],
- un monument connu sous le nom de Lit d'Osiris, une sculpture massive de basalte noir montrant Osiris couché sur une civière et découverte dans la tombe de Djer (Ire dynastie) à Abydos (à partir du Moyen Empire, la tombe de Djer était en effet vue comme étant la tombe d'Osiris [1]) : ce lit est à l'origine de débat parmi les égyptologues sur l'identité du roi au nom d'Horus Djedkhépérou car la titulature complète du roi y était inscrite mais a été martelée, rendant sa lecture incertaine et sujette à l'interprétation,
- les restes d'une chapelle monolithique réduite en des centaines de fragments trouvés près de la tombe de Djer, dont les cartouches sont martelés et dont la taille correspond au Lit d'Osiris qu'elle devait abriter[3].

## Identité
La titulature du souverain, mutilée sur le Lit d'Osiris, est incertaine, ce qui rend spéculative son identification à d'autres souverains de l'époque :
| R11 | R11 | L1 | G43 |

| R11 | R11 | L1 | G43 |

| R11 | R11 | L1 | G43 |

| R11 | R11 | L1 | G43 |

| R11 | R11 | L1 | G43 |

| R11 | R11 | L1 | G43 |

| R11 | R11 | L1 | G43 |

| R11 | R11 | L1 | G43 |

| HASH | S34 |

| HASH | S34 |

| HASH | S34 |

| HASH | S34 |

| HASH | G43 |

| HASH | G43 |

| HASH | G43 |

| HASH | G43 |

| R11 | F31 | G43 | Z3 |

| R11 | F31 | G43 | Z3 |

| R11 | F31 | G43 | Z3 |

| R11 | F31 | G43 | Z3 |

| V29 | F31 | G43 | X1 | Z3 |

| V29 | F31 | G43 | X1 | Z3 |

| V29 | F31 | G43 | X1 | Z3 |

| V29 | F31 | G43 | X1 | Z3 |

| V29 | F31 | G43 | X1 | Z3 |

| V29 | F31 | G43 | X1 | Z3 |

| V29 | F31 | G43 | X1 | Z3 |

| V29 | F31 | G43 | X1 | Z3 |

| G5 | O29V |

| G5 | O29V |

| G5 | O29V |

| G5 | O29V |

| G26 | O29V |

| G26 | O29V |

| G26 | O29V |

| G26 | O29V |

| N5 | HASH | D28 |

| N5 | HASH | D28 |

| N5 | HASH | D28 |

| N5 | HASH | D28 |

| N5 | HASH | D28 |

| N5 | HASH | D28 |

| N5 | HASH | D28 |

| N5 | HASH | D28 |

| N5 | F12 | S29 | D28 |

| N5 | F12 | S29 | D28 |

| N5 | F12 | S29 | D28 |

| N5 | F12 | S29 | D28 |

| D2 · D21 | HASH | M17 |

| D2 · D21 | HASH | M17 |

| D2 · D21 | HASH | M17 |

| D2 · D21 | HASH | M17 |

| Aa1 | HASH | T14 |

| Aa1 | HASH | T14 |

| Aa1 | HASH | T14 |

| Aa1 | HASH | T14 |

| Aa1 · N35 | M36 · D21 | T14 |

| Aa1 · N35 | M36 · D21 | T14 |

| Aa1 · N35 | M36 · D21 | T14 |

| Aa1 · N35 | M36 · D21 | T14 |

De la titulature inscrite sur le Lit d'Osiris, le nom d'Horus, Djedkhépérou, et ce qui reste du nom de Nésout-bity, ...-karê, sont les parties les plus sûres. Les autres parties de la titulature sont plus abîmées et plus difficilement identifiables, tandis que le nom d'Horus de Khendjer pose aussi problème :
- nom d'Horus de Khendjer :
  - sur un bloc conservant le nom de Nebty du roi est inscrit le signe ânkh (Gardiner S34) juste avant le nom de Nebty
    - Ryholt y voit la fin du nom d'Horus et donc exclut toute identification entre Khendjer et l'Horus Djedkhépérou,
    - Siesse y voit une formule du type « que vive le Nebty Ouahmésout »,

  - pour Siesse, deux autres traces de sa titulature (chapelle nord de la pyramide et face sud de son pyramidion) conservent le signe ou (G43 Gardiner) de ce qui pourrait être la fin du nom d'Horus ou du nom de d'Horus d'or, Siesse privilégiant le nom d'Horus par identification avec le nom d'Horus de Djedkhépérou,
- nom de Nebty de Djedkhépérou :
  - Ryholt voit en tant que premier signe djed (R11 Gardiner), ce qui exclut là aussi toute identification entre Khendjer et l'Horus Djedkhépérou,
  - Siesse juge cette interprétation hasardeuse et argumente que le signe semble un peu plus large que le signe djed et il ajoute que s'il s'agissait du signe djed, alors il  devrait être dédoublé comme pour le nom d'Horus du roi et d'autres noms de l'époque. Siesse propose donc le signe ouah (V29 Gardiner) par identification avec le nom de Nebty de Khendjer, ce qui correspondrait bien à l'espace présent,
- nom d'Horus d'or de Djedkhépérou :
  - Ryholt y voit le signe du faucon, animal d'Horus (G5 Gardiner),
  - Siesse juge peu probable ce nom, qui n'a aucun parallèle à cette période et propose plutôt le signe de l'ibis, animal de Thot (G26 Gardiner),
- nom de Sa-Râ de Djedkhépérou :
  - dernier signe :
    - Leahy l'interprète comme étant un i (M17 Gardiner),
    - Siesse voit également un signe vertical, mais qui pourrait être tout autant le signe M17 que le signe T14 ; or le signe T14 se trouve à la fin du nom de Khendjer, Julien Siesse propose donc le signe T14 par identification avec Khendjer

  - premier signe :
    - selon Siesse, le Lit d'Osiris est trop abîmé pour pouvoir lire le début du nom de Sa-Râ du roi mais la chapelle trouvée en centaines de fragments proche de la tombe de Djer conserve aussi une partie du nom du commanditaire : le premier signe semble être le signe Aa1 de Gardiner, premier signe du nom de Sa-Rê de Khendjer.

En conséquence, du fait des diverses interprétations des signes inscrits, Leahy et Ryholt excluent l'identification de l'Horus Djedkhépérou avec Khendjer, alors que Julien Siesse les voit comme un seul et même roi.

## Famille
Selon Ryholt, Djedkhépérou était un frère de son prédécesseur Sekhemrê-Khoutaouy Khâbaou et un fils du roi Aoutibrê Hor. Ryholt a basé sa conclusion sur les sceaux d'Uronarti et du Lit d'Osiris. Les sceaux montrent que Sekhemrê-Khoutaouy Khâbaou et Djedkhépérou ont eu des règnes proche dans le temps. De plus, ce qui reste du nom de Djedkhépérou sur le Lit d'Osiris montre que son nom de Sa-Râ a commencé par hr. Cela suggère que le nom de Sa-Rê de Djedkhépérou indiquait sa filiation avec Aoutibrê Hor. Comme Ryholt positionne Sekhemrê-Khoutaouy Khâbaou en tant que successeur d'Aoutibrê Hor, il en a déduit que Djedkhépérou était le frère et successeur de Sekhemrê-Khoutaouy Khâbaou.